# Classe Drache
La classe Drache, fut la première classe de navires cuirassés construite dans la deuxième moitié du XIXe siècle pour la Marine austro-hongroise (K.u.K. Kriegsmarine). 

Elle comprenait deux frégates cuirassées de 3e classe qui furent commandées au chantier naval Stabilimento Tecnico Triestino à Trieste, et lancées en 1861.

## Conception
Cette classe de navire de guerre à vapeur appartenait à la première génération de navires cuirassés, comprenant une coque en bois protégée par un blindage de plaques de fer. En raison de leur structure en bois, leur espérance de vie restait assez courte (entre 10 et 15 ans).

Ce sont des trois-mâts barques dotés d'un moteur auxiliaire à vapeur ; après des travaux en 1872 leur voilure fut augmentée à 1 090 m2. Ils possédaient aussi un bélier puissant  pour les éperonnages.

L'artillerie comprenait au départ 10 canons lisses de 48 livres et 18 canons rayés de 24 livres. En 1867, chaque navire obtiendra des canons rayés pour le calibre de 180 mm.

## Histoire
Le SMS Drache (qui veut dire « dragon ») et le SMS Salamander participèrent à la bataille de Lissa en 1866 contre les  italiens.

Le Drache fut mis hors de service en 1884 et le Salamander en 1895.

## Les unités de la classe
| Nom            | Chantier naval         | Mise en chantier | Lancement        | Armement          | Fin                      | Photo |
| -------------- | ---------------------- | ---------------- | ---------------- | ----------------- | ------------------------ | ----- |
| SMS Drache     | Chantier Naval Trieste | 1er février 1861 | 9 septembre 1861 | 1er novembre 1862 | rayé le 1er janvier 1884 |       |
| SMS Salamander | Chantier naval Trieste | 1er février 1861 | 22 août 1861     | 1er mai 1862      | rayé 1er janvier 1896    |       |